# European Poker Tour
European Poker Tour (EPT) – seria międzynarodowych turniejów pokerowych, organizowanych pod egidą PokerStars. Twórcą EPT był John Duthie, który również był pierwszym komentatorem. 
EPT zostało utworzone na wzór World Poker Tour. Od czwartego sezonu wpisowe w większości turniejów wynosi około 10 000 $, a więc tyle ile w World Poker Tour. Grą tak jak i w World Poker Tour jest również Texas Hold’em w wersji No Limit, jednak istnieją turnieje boczne w innych odmianach gry. Jedną z zasadniczych różnic jest liczba graczy przy stole wynosząca ośmiu (sześciu w WPT). 
Pierwszy sezon wystartował w roku 2004 turniejem w Barcelonie, obecnie trwa trzynasty sezon tych rozgrywek. Trzynasty sezon jest ostatnim sezonem turniejów cyklu EPT..

## Zwycięzcy

### Sezon 1
| Data                   | Miasto      | Turniej                           | Zwycięzca        | Nagroda     |
| ---------------------- | ----------- | --------------------------------- | ---------------- | ----------- |
| 18 września 2004       | Barcelona   | Barcelona Open 2004               | Alexander Stevic | €80,000     |
| 9–10 października 2004 | Londyn      | European Poker Classics           | John Shipley     | £200,000    |
| 23 października 2004   | Dublin      | The Irish Winter Tournament 2004  | Ram Vaswani      | €93,000     |
| 29–30 stycznia 2005    | Kopenhaga   | Scandinavian Open 2005            | Noah Boeken      | kr1,098,340 |
| 16–19 lutego 2005      | Deauville   | The French Open 2005              | Brandon Schaefer | €144,000    |
| 10–12 marca 2005       | Wiedeń      | 11th Wiedeń Spring Poker Festival | Pascal Perrault  | €184,500    |
| 16–20 marca 2005       | Monte Carlo | European Poker Tour Grand Final   | Rob Hollink      | €635,000    |

### Sezon 2
| Data                    | Miasto      | Turniej                                 | Zwycięzca       | Nagroda     |
| ----------------------- | ----------- | --------------------------------------- | --------------- | ----------- |
| 16–17 września 2005     | Barcelona   | Barcelona Open 2005                     | Jan Boubli      | €416,000    |
| 30 wrz–2 paź 2005       | Londyn      | The Grosvenor World Masters             | Mark Teltscher  | £280,000    |
| 4–6 października 2005   | Baden       | Poker EM/EPT Baden Classic              | Patrik Antonius | €288,180    |
| 29–30 października 2005 | Dublin      | The Irish Winter Festival of Poker 2005 | Mats Gavatin    | €317,000    |
| 19–22 stycznia 2006     | Kopenhaga   | EPT Scandinavian Open                   | Mads Andersen   | kr2,548,040 |
| 8–11 lutego 2006        | Deauville   | EPT French Open                         | Mats Iremark    | €480,000    |
| 7–11 marca 2006         | Monte Carlo | European Poker Tour Grand Final         | Jeff Williams   | €900,000    |

### Sezon 3
| Data                    | Miasto      | Turniej                          | Zwycięzca            | Nagroda     |
| ----------------------- | ----------- | -------------------------------- | -------------------- | ----------- |
| 13–16 września 2006     | Barcelona   | 2006 Barcelona Open              | Bjørn-Erik Glenne    | €691,000    |
| 21–24 września 2006     | Londyn      | The European Poker Championships | Victoria Coren       | £500,000    |
| 7–10 października 2006  | Baden       | The Big Double 2006              | Duc Thang Nguyen     | €487,397    |
| 26–29 października 2006 | Dublin      | The Irish Masteres 2005          | Roland De Wolfe      | €554,300    |
| 17–20 stycznia 2007     | Kopenhaga   | EPT Scandinavian Open            | Magnus Petersson     | kr4,078,080 |
| 8–11 marca 2007         | Dortmund    | EPT Dortmund                     | Andreas Høivold      | €672,000    |
| 14–17 marca 2007        | Warszawa    | EPT Warszawa                     | Peter Willers Jepsen | zł1,226,711 |
| 28 mar–2 kwi 2007       | Monte Carlo | European Poker Tour Grand Final  | Gavin Griffin        | €1,825,010  |

### Sezon 4
| Data                   | Miasto          | Turniej                            | Zwycięzca            | Nagroda     |
| ---------------------- | --------------- | ---------------------------------- | -------------------- | ----------- |
| 28 sie–2 wrz 2007      | Barcelona       | Barcelona Open                     | Sander Lyloff        | €1,170,700  |
| 25–29 września 2007    | Londyn          | The European Poker Championships   | Joseph Mouawad       | £611,520    |
| 7–10 października 2007 | Baden           | EPT Baden Classic                  | Julian Thew          | €670,800    |
| 30 paź–3 lis 2007      | Dublin          | EPT Dublin                         | Reuben Peters        | €532,620    |
| 10–14 grudnia 2007     | Praga           | EPT Praga                          | Arnaud Mattern       | €708,400    |
| 5–10 stycznia 2008     | Paradise Island | EPT PokerStars Caribbean Adventure | Bertrand Grospellier | $2,000,000  |
| 29 sty–2 lut 2008      | Dortmund        | EPT German Open                    | Michael McDonald     | €933,600    |
| 19–23 lutego 2008      | Kopenhaga       | EPT Scandinavian Open              | Tim Vance            | kr6,220,488 |
| 11–15 marca 2008       | Warszawa        | EPT Polish Open                    | Michael Schulze      | zł2,153,999 |
| 1–5 kwietnia 2008      | San Remo        | EPT Sanremo                        | Jason Mercier        | €869,000    |
| 12–17 kwietnia 2008    | Monte Carlo     | European Poker Tour Grand Final    | Glen Chorny          | €2,020,000  |

### Sezon 5
| Data                  | Miasto          | Turniej                            | Zwycięzca            | Nagroda     |
| --------------------- | --------------- | ---------------------------------- | -------------------- | ----------- |
| 10–14 września 2008   | Barcelona       | EPT Barcelona Open                 | Sebastian Ruthenberg | €1,361,000  |
| 1–5 października 2008 | Londyn          | 2008 European Poker Championships  | Michael Martin       | £1,000,000  |
| 28 paź–1 lis 2008     | Budapeszt       | EPT Hungarian Open                 | Will Fry             | €595,839    |
| 15–19 listopada 2008  | Warszawa        | EPT Polish Open                    | João Barbosa         | zł1,358,420 |
| 9–13 grudnia 2008     | Praga           | EPT Praga                          | Salvatore Bonavena   | €774,000    |
| 5–10 stycznia 2009    | Paradise Island | EPT PokerStars Caribbean Adventure | Poorya Nazari        | $3,000,000  |
| 20–24 stycznia 2009   | Deauville       | EPT Deauville                      | Moritz Kranich       | €851,400    |
| 17–21 lutego 2009     | Kopenhaga       | EPT Scandinavian Open              | Jens Kyllönen        | kr6,542,208 |
| 10–14 marca 2009      | Dortmund        | EPT German Open                    | Sandra Naujoks       | €917,000    |
| 18–23 kwietnia 2009   | San Remo        | EPT Sanremo                        | Constant Rijkenberg  | €1,508,000  |
| 28 kwi–3 maja 2009    | Monte Carlo     | European Poker Tour Grand Final    | Pieter De Korver     | €2,300,000  |

### Sezon 6
| Data                    | Miasto          | Turniej                            | Zwycięzca           | Nagroda     |
| ----------------------- | --------------- | ---------------------------------- | ------------------- | ----------- |
| 18–23 sierpnia 2009     | Kijów           | EPT Kyiv Sports Poker Championship | Maksim Łykow        | €330,000    |
| 4–9 września 2009       | Barcelona       | EPT Barcelona                      | Carter Phillips     | €850,000    |
| 2–7 października 2009   | Londyn          | EPT Londyn                         | Aaron Gustavson     | £850,000    |
| 20–25 października 2009 | Warszawa        | EPT Warszawa                       | Christophe Benzimra | zł1,493,170 |
| 17–22 listopada 2009    | Vilamoura       | EPT Vilamoura                      | António Matias      | €404,793    |
| 1–6 grudnia 2009        | Praga           | EPT Praga                          | Jan Skampa          | €682,000    |
| 5–11 stycznia 2010      | Paradise Island | EPT PokerStars Caribbean Adventure | Harrison Gimbel     | $2,200,000  |
| 20–25 stycznia 2010     | Deauville       | EPT Deauville                      | Jake Cody           | €847,000    |
| 16–21 lutego 2010       | Kopenhaga       | EPT Kopenhaga                      | Anton Wigg          | kr3,675,000 |
| 2–7 marca 2010          | Berlin          | EPT Germany                        | Kevin MacPhee       | €1,000,000  |
| 21–16 marca 2010        | Salzburg        | EPT Snowfest                       | Allan Bække         | €445,000    |
| 15–21 kwietnia 2010     | San Remo        | EPT Sanremo                        | Liv Boeree          | €1,250,000  |
| 25–30 kwietnia 2010     | Monte Carlo     | European Poker Tour Grand Final    | Nicolas Chouity     | €1,700,000  |

### Sezon 7
| Data                    | Miasto          | Turniej                            | Zwycięzca              | Nagroda     |
| ----------------------- | --------------- | ---------------------------------- | ---------------------- | ----------- |
| 11–16 sierpnia 2010     | Tallinn         | EPT Tallinn                        | Kevin Stani            | €400,000    |
| 28 sie–2 wrz 2010       | Vilamoura       | EPT Vilamoura                      | Toby Lewis             | €467,835    |
| 29 wrz–4 paź 2010       | Londyn          | EPT Londyn                         | David Vamplew          | £900,000    |
| 26–31 października 2010 | Wiedeń          | EPT Wiedeń                         | Michael Eiler          | €700,000    |
| 22–27 listopada 2010    | Barcelona       | EPT Barcelona                      | Kent Lundmark          | €825,000    |
| 13–18 grudnia 2010      | Praga           | EPT Praga                          | Roberto Romanello      | €640,000    |
| 8-15 stycznia 2011      | Paradise Island | EPT PokerStars Caribbean Adventure | Galen Hall             | $2,300,000  |
| 25–31 stycznia 2011     | Deauville       | EPT Deauville                      | Lucien Cohen           | €880,000    |
| 21–26 lutego 2011       | Kopenhaga       | EPT Kopenhaga                      | Michael Tureniec       | kr3,700,000 |
| 20–25 marca 2011        | Salzburg        | EPT Snowfest                       | Władimir Gieszkienbejn | €390,000    |
| 5–10 kwietnia 2011      | Berlin          | EPT Berlin                         | Ben Wilinofsky         | €825,000    |
| 27 kwi–3 maja 2011      | San Remo        | EPT Sanremo                        | Rupert Elder           | €930,000    |
| 7–12 maja 2011          | Madryt          | European Poker Tour Grand Final    | Ivan Freitez           | €1,500,000  |

### Sezon 8
| Data                    | Miasto          | Turniej                             | Zwycięzca          | Nagroda       |
| ----------------------- | --------------- | ----------------------------------- | ------------------ | ------------- |
| 2–7 sierpnia 2011       | Tallinn         | EPT Tallinn                         | Ronny Kaiser       | €275,000      |
| 27 sie–1 wrz 2011       | Barcelona       | EPT Barcelona                       | Martin Schleich    | €850,000      |
| 30 wrz–6 paź 2011       | Londyn          | EPT Londyn                          | Benny Spindler     | £750,000      |
| 21–27 października 2011 | San Remo        | EPT Sanremo                         | Andriej Patiejczuk | €800,000      |
| 15–20 listopada 2011    | Lutraki         | EPT Loutraki                        | Zimnan Ziyard      | €347,000      |
| 5–10 grudnia 2011       | Praga           | EPT Praga                           | Martin Finger      | €720,000      |
| 5–15 stycznia 2012      | Paradise Island | 2012 PokerStars Caribbean Adventure | John Dibella       | $1,775,000    |
| 31 sty–6 lut 2012       | Deauville       | EPT Deauville                       | Wadzim Kursewicz   | €875,000      |
| 20–25 lutego 2012       | Kopenhaga       | EPT Kopenhaga                       | Mickey Petersen    | DKK 2,515,000 |
| 12–17 marca 2012        | Madryt          | EPT Madryt                          | Frederik Jensen    | €435,000      |
| 26–31 marca 2012        | Campione        | EPT Campione                        | Jannick Wrang      | €640,000      |
| 16–21 kwietnia 2012     | Berlin          | EPT Berlin                          | Davidi Kitai       | €712,000      |
| 25–30 kwietnia 2012     | Monte Carlo     | EPT Monte Carlo Grand Final         | Mohsin Charania    | €1,350,000    |

### Sezon 9
| Data                   | Miasto          | Turniej                             | Zwycięzca       | Nagroda    |
| ---------------------- | --------------- | ----------------------------------- | --------------- | ---------- |
| 19-25 sierpnia 2012    | Barcelona       | EPT Barcelona                       | Mikałaj Pobal   | €1,007,550 |
| 5-11 października 2012 | San Remo        | EPT Sanremo                         | Ludovic Lacay   | €744,910   |
| 9-15 grudnia 2012      | Praga           | EPT Praga                           | Ramzi Jelassi   | €835,000   |
| 7-13 stycznia 2013     | Paradise Island | 2013 PokerStars Caribbean Adventure | Dimityr Danczew | $1,859,000 |
| 3-9 lutego 2013        | Deauville       | EPT Deauville                       | Remi Castaignon | €770,000   |
| 10-16 marca 2013       | Londyn          | EPT Londyn                          | Ruben Visser    | £595,000   |
| 21-27 kwietnia 2013    | Berlin          | EPT Berlin                          | Daniel Pidun    | €880,000   |
| 6-12 maja 2013         | Monte Carlo     | EPT Monte Carlo Grand Final         | Steve O'Dwyer   | €1,224,000 |

### Sezon 10
| Data                   | Miasto          | Turniej                             | Zwycięzca           | Nagroda    |
| ---------------------- | --------------- | ----------------------------------- | ------------------- | ---------- |
| 1-7 września 2013      | Barcelona       | EPT Barcelona                       | Tom Middleton       | €942,000   |
| 6-12 października 2013 | Londyn          | EPT Londyn                          | Robin Ylitalo       | £560,980   |
| 12-18 grudnia 2013     | Praga           | EPT Praga                           | Julian Track        | €725,700   |
| 7-13 stycznia 2014     | Paradise Island | 2014 PokerStars Caribbean Adventure | Dominik Panka       | $1,423,096 |
| 26 sty-1 lut 2014      | Deauville       | EPT Deauville                       | Sotiris Kutupas     | €614,000   |
| 23-29 marca 2014       | Wiedeń          | EPT Wiedeń                          | Ołeksij Choroszenin | €578,392   |
| 14-20 kwietnia 2014    | San Remo        | EPT Sanremo                         | Victoria Coren      | €476,100   |
| 26 kwi-2 maja 2014     | Monte Carlo     | EPT Monte Carlo Grand Final         | Antonio Buonanno    | €1,200,000 |

### Sezon 11
| Data                   | Miasto          | Turniej                             | Zwycięzca       | Nagroda    |
| ---------------------- | --------------- | ----------------------------------- | --------------- | ---------- |
| 16-27 sierpnia 2014    | Barcelona       | EPT Barcelona                       | Andre Lettau    | €794,058   |
| 8-18 października 2014 | Londyn          | EPT Londyn                          | Sebastian Pauli | £499,700   |
| 7-17 grudnia 2014      | Praga           | EPT Praga                           | Stephen Graner  | €969,000   |
| 6-14 stycznia 2015     | Paradise Island | 2015 PokerStars Caribbean Adventure | Kevin Schulz    | $1,491,580 |
| 28 sty-7 lut 2015      | Deauville       | EPT Deauville                       | Ognjan Dimow    | €543,700   |
| 22-28 marca 2015       | Portomaso       | EPT Malta                           | Jean Montury    | €687,400   |
| 29 kwi-8 maja 2015     | Monte Carlo     | EPT Monte Carlo Grand Final         | Adrian Mateos   | €1,082,000 |

### Sezon 12
| Data                    | Miasto          | Turniej                             | Zwycięzca          | Nagroda    |
| ----------------------- | --------------- | ----------------------------------- | ------------------ | ---------- |
| 19-30 sierpnia 2015     | Barcelona       | EPT Barcelona                       | John Juanda        | €1,022,593 |
| 21-31 października 2015 | Portomaso       | EPT Malta                           | Niall Farrell      | €534,300   |
| 6-16 grudnia 2015       | Praga           | EPT Praga                           | Hossein Ensan      | €754,510   |
| 6-14 stycznia 2016      | Paradise Island | 2016 PokerStars Caribbean Adventure | Mike Watson        | $728,325   |
| 10-20 lutego 2016       | Dublin          | EPT Dublin                          | Dźmitry Urbanowicz | €561,900   |
| 26 kwi-6 maja 2016      | Monte Carlo     | EPT Monte Carlo Grand Final         | Jan Bendik         | €961,800   |

### Sezon 13
| Data                    | Miasto    | Turniej       | Zwycięzca       | Nagroda    |
| ----------------------- | --------- | ------------- | --------------- | ---------- |
| 16-28 sierpnia 2016     | Barcelona | EPT Barcelona | Sebastian Malec | €1,122,800 |
| 21-31 października 2016 | Portomaso | EPT Malta     | Aliaksei Boika  | €355,700   |
| 13-19 grudnia 2016      | Praga     | EPT Praga     |                 |            |

## Zwycięzcy według krajów
| Lp. | Kraj            | Zwycięzca |
| --- | --------------- | --------- |
| 1.  | Wielka Brytania | 17        |
| 2.  | USA             | 16        |
| 3.  | Niemcy          | 14        |
| 4.  | Francja         | 9         |
|     | Szwecja         | 9         |
| 6.  | Dania           | 7         |
| 7.  | Kanada          | 5         |
|     | Holandia        | 5         |
| 9.  | Norwegia        | 3         |
|     | Polska          | 3         |
|     | Rosja           | 3         |
| 12. | Białoruś        | 2         |
|     | Bułgaria        | 2         |
|     | Finlandia       | 2         |
|     | Włochy          | 2         |
|     | Liban           | 2         |
|     | Portugalia      | 2         |
| 18. | Belgia          | 1         |
|     | Czechy          | 1         |
|     | Grecja          | 1         |
|     | Indonezja       | 1         |
|     | Irlandia        | 1         |
|     | Hiszpania       | 1         |
|     | Słowacja        | 1         |
|     | Szwajcaria      | 1         |
|     | Ukraina         | 1         |
|     | Wenezuela       | 1         |

(aktualne po EPT Barcelona 2016)

## Największe wygrane w jednym turnieju
| Lp. | Turniej                  | Miejsce | Gracz                | Wygrana                 |
| --- | ------------------------ | ------- | -------------------- | ----------------------- |
| 1   | EPT4 Monte Carlo         | 1       | Glen Chorny          | $3.196.354 (€2.020.000) |
| 2   | EPT5 Monte Carlo         | 1       | Pieter de Korver     | $3.056.255 (€2.300.000) |
| 3   | EPT5 Caribbean Adventure | 1       | Poorya Nazari        | $3.000.000              |
| 4   | EPT3 Monte Carlo         | 1       | Gavin Griffin        | $2.434.061 (€1.825.010) |
| 5   | EPT6 Monte Carlo         | 1       | Nicolas Chouity      | $2.261.000 (€1.700.000) |
| 6   | EPT6 Caribbean Adventure | 1       | Harrison Gimbel      | $2.200.000              |
| 7   | EPT4 Caribbean Adventure | 1       | Bertrand Grospellier | $2.000.000              |
| 8   | EPT5 Sanremo             | 1       | Constant Rijkenberg  | $1.967.819 (€1.508.000) |
| 9   | EPT5 Barcelona           | 1       | Sebastian Ruthenberg | $1.941.401 (€1.361.000) |
| 10  | EPT4 Monte Carlo         | 2       | Dénes Kaló           | $1.865.595 (€1.179.000) |

## Osiągnięcia Polaków

### Polacy na stołach finałowych
| Lp. | Nazwisko               | Turniej                             | Miejsce | Nagroda             |
| --- | ---------------------- | ----------------------------------- | ------- | ------------------- |
| 1.  | Dominik Panka          | PokerStars Caribbean Adventure 2014 | 1.      | $1,423,096          |
| 1.  | Dominik Panka          | EPT 11 Malta                        | 3.      | €347,300            |
| 2.  | Sebastian Malec        | EPT Barcelona 2016                  | 1.      | €1,122,800          |
| 3.  | Dzmitry Urbanovich     | EPT Dublin 2016                     | 1.      | €561,900            |
| 4.  | Grzegorz Cichocki      | EPT Tallin 2011                     | 2.      | €180,000            |
| 5.  | Marcin Horecki         | EPT 5 Londyn                        | 3.      | £303,439 ($555,627) |
| 5.  | Marcin Horecki         | EPT 7 Praga                         | 3.      | €247,000            |
| 6.  | Jarosław Sikora        | EPT 12 Malta                        | 3.      | €265,840            |
| 7.  | Artur Wasek            | EPT 7 Londyn                        | 4.      | £240,000            |
| 7.  | Artur Wasek            | EPT 6 Berlin                        | 4.      | €280,000            |
| 8.  | Adam Robak             | EPT Barcelona 2004                  | 4.      | €12,600 ($15,435)   |
| 9.  | Jose Carlos Garcia     | EPT Monte Carlo Grand Final 2015    | 5.      | €297,250            |
| 10. | Łukasz Plichta         | EPT 7 Kijów                         | 5.      | €80,000             |
| 11. | Jakub Mroczek          | EPT Londyn 2014                     | 6.      | £104,200            |
| 12. | Adrian Piasecki        | EPT Sanremo 2012                    | 7.      | €96,000             |
| 13. | Remigiusz Wyrzykiewicz | EPT 11 Malta                        | 8.      | €76,000             |

## Napad na kasyno w Berlinie
6 marca 2010 r. czterech zamaskowanych mężczyzn uzbrojonych w maczety i broń automatyczną sterroryzowali gości i ochronę, a następnie skradli 240 tys. euro, z których udało się odzyskać tylko 4000. Jeden z ochroniarzy, który chciał zatrzymać napastników został lekko zraniony, poza tym nikomu nic się nie stało. Sprawcy zostali skazani na 3 lata więzienia.